# Steven Odendaal
Steven Odendaal (2 de marzo de 1993) es un piloto de motos de Sudáfrica y campeón del Europeo de Moto2 2016.

## Carrera deportiva
Odendaal participó en varias ocasiones en el Campeonato del Mundo de Moto2, su primera temporada completa fue en 2013 con el equipo AGR Speed Up. Ganó el Campeonato Nacional Sudafricano de Super600 en 2014 y 2015. En el Campeonato de Europa FIM CEV Repsol terminó 5.º en 2014 y 4.º en 2015 antes de lograr el título en 2016 (con 6 victorias y 9 podios en 11 carreras) en Portimão, Portugal, dos pruebas antes del final de la temporada.
En 2017 se unió al equipo NTS con un nuevo chasis para volver a luchar por el título europeo. Terminó en tercera posición en la general del Campeonato de Europa de Moto2, consiguiendo también su tercer título nacional sudafricano de Super600 el mismo año, a pesar de perderse cuatro carreras debido a sus compromisos internacionales. En 2018-2019, Odendaal compitió en el Campeonato Mundial de Moto2 a bordo del chasis NTS (temporada de debut a tiempo completo para el fabricante) antes de pasar al Campeonato Mundial de Supersport en 2020, donde terminó quinto en la general en su temporada de debut tras varias victorias.
Para 2021, se unió a Evan Bros.Yamaha Team en el campeonato mundial de Supersport, ganando las tres primeras carreras iniciales de la temporada.
En 2022 ganó la carrera de resistencia Bol d'Or junto con sus compañeros Erwan Nigon y Florian Alt con una Yamaha R1.

## Resultados

### Campeonato de Europa FIM CEV Moto2

#### Por temporada
| Temporada | Clase | Motocicleta | Carreras | Victorias | Podiums | Poles | Pts | Pos |
| --------- | ----- | ----------- | -------- | --------- | ------- | ----- | --- | --- |
| 2011      | Moto2 | Suter       | 6        | 0         | 0       | 0     | 0   | NC  |
| 2012      | Moto2 | Suter       | 7        | 0         | 0       | 0     | 51  | 8.º |
| 2014      | Moto2 | Speed Up    | 10       | 0         | 3       | 0     | 94  | 5.º |
| 2015      | Moto2 | Kalex       | 11       | 0         | 4       | 0     | 119 | 4.º |
| 2016      | Moto2 | Kalex       | 11       | 6         | 9       | 4     | 206 | 1.º |
| 2017      | Moto2 | NTS         | 11       | 0         | 6       | 0     | 157 | 3.º |
| Total     |       |             | 56       | 6         | 22      | 4     | 627 |     |

#### Carreras por año
| Año  | Moto  | 1      | 2        | 3      | 4      | 5        | 6      | 7        | 8      | 9      | 10       | 11      | Pos | Pts |
| ---- | ----- | ------ | -------- | ------ | ------ | -------- | ------ | -------- | ------ | ------ | -------- | ------- | --- | --- |
| 2015 | Kalex | ALG1 3 | ALG2 Ret | CAT 4  | ARA1 2 | ARA2 3   | ALB 3  | NAV1 Ret | NAV2 6 | JER 10 | VAL1 4   | VAL2 7  | 4.º | 119 |
| 2016 | Kalex | VAL1 2 | VAL2 1   | ARA1 1 | ARA2 1 | CAT1 Ret | CAT2 3 | ALB 1    | ALG1 1 | ALG2 1 | JER 2    | VAL Ret | 1.º | 206 |
| 2017 | NTS   | ALB 4  | CAT1 4   | CAT2 4 | VAL1 6 | VAL2 3   | EST1 3 | EST2 2   | JER 3  | ARA1 2 | ARA2 Ret | VAL 2   | 3.º | 157 |

### Campeonato del mundo de Motociclismo
Sistema de puntuación de 1993 hasta 2022:
| Posición | 1.º | 2.º | 3.º | 4.º | 5.º | 6.º | 7.º | 8.º | 9.º | 10.º | 11.º | 12.º | 13.º | 14.º | 15.º |
| Puntos   | 25  | 20  | 16  | 13  | 11  | 10  | 9   | 8   | 7   | 6    | 5    | 4    | 3    | 2    | 1    |

#### Por temporada
| Temporada | Clase | Moto     | Equipo                  | Carreras | Victorias | Podiums | Poles | VRáp | Pts | Pos  |
| --------- | ----- | -------- | ----------------------- | -------- | --------- | ------- | ----- | ---- | --- | ---- |
| 2011      | Moto2 | Suter    | MS Racing               | 6        | 0         | 0       | 0     | 0    | 0   | NC   |
| 2012      | Moto2 | AJR      | Arguiñano Racing Team   | 2        | 0         | 0       | 0     | 0    | 0   | NC   |
| 2013      | Moto2 | Speed Up | Argiñano & Ginés Racing | 16       | 0         | 0       | 0     | 0    | 0   | NC   |
| 2015      | Moto2 | Kalex    | AGR Team                | 1        | 0         | 0       | 0     | 0    | 0   | NC   |
| 2016      | Moto2 | Kalex    | AGR Team                | 1        | 0         | 0       | 0     | 0    | 0   | 34.º |
| 2017      | Moto2 | NTS      | NTS                     | 1        | 0         | 0       | 0     | 0    | 0   | 44.º |
| 2018      | Moto2 | NTS      | NTS RW Racing GP        | 18       | 0         | 0       | 0     | 0    | 4   | 28.º |
| 2019      | Moto2 | NTS      | NTS RW Racing GP        | 9        | 0         | 0       | 0     | 0    | 0   | 31.º |
| Total     |       |          |                         | 54       | 0         | 0       | 0     | 0    | 4   |      |

#### Carreras por año
| Año  | Clase | Moto     | 1      | 2      | 3       | 4       | 5       | 6       | 7       | 8      | 9      | 10      | 11      | 12      | 13      | 14     | 15     | 16     | 17     | 18     | 19     | Pos  | Pts |
| ---- | ----- | -------- | ------ | ------ | ------- | ------- | ------- | ------- | ------- | ------ | ------ | ------- | ------- | ------- | ------- | ------ | ------ | ------ | ------ | ------ | ------ | ---- | --- |
| 2011 | Moto2 | Suter    | QAT    | SPA 32 | POR Ret | FRA Ret | CAT     | GBR     | NED Ret | ITA    | GER 27 | CZE 28  | IND     | RSM     | ARA     | JPN    | AUS    | MAL    | VAL    |        |        | NC   | 0   |
| 2012 | Moto2 | AJR      | QAT    | SPA    | POR     | FRA     | CAT     | GBR     | NED     | GER    | ITA    | IND     | CZE     | RSM Ret | ARA 20  | JPN    | MAL    | AUS    | VAL    |        |        | NC   | 0   |
| 2013 | Moto2 | Speed Up | QAT 22 | AME 22 | SPA 21  | FRA 20  | ITA Ret | CAT Ret | NED 22  | GER 25 | IND 27 | CZE Ret | GBR DNS | RSM 22  | ARA Ret | MAL 20 | AUS 18 | JPN 19 | VAL 26 |        |        | NC   | 0   |
| 2015 | Moto2 | Kalex    | QAT    | AME    | ARG 19  | SPA     | FRA     | ITA     | CAT     | NED    | GER    | IND     | CZE     | GBR     | RSM     | ARA    | JPN    | AUS    | MAL    | VAL    |        | NC   | 0   |
| 2016 | Moto2 | Kalex    | QAT    | ARG    | AME     | SPA     | FRA     | ITA     | CAT     | NED    | GER    | AUT     | CZE     | GBR     | RSM     | ARA 18 | JPN    | AUS    | MAL    | VAL    |        | 34.º | 0   |
| 2017 | Moto2 | NTS      | QAT    | ARG    | AME     | SPA     | FRA     | ITA     | CAT     | NED    | GER    | CZE     | AUT     | GBR     | RSM     | ARA 24 | JPN    | AUS    | MAL    | VAL    |        | 44.º | 0   |
| 2018 | Moto2 | NTS      | QAT 22 | ARG 18 | AME 21  | SPA Ret | FRA 17  | ITA 15  | CAT 18  | NED 20 | GER 18 | CZE 19  | AUT 18  | GBR C   | RSM 17  | ARA 18 | THA 23 | JPN 19 | AUS 17 | MAL 21 | VAL 13 | 28.º | 4   |
| 2019 | Moto2 | NTS      | QAT    | ARG    | AME     | SPA 18  | FRA Ret | ITA 22  | CAT 22  | NED 16 | GER 23 | CZE 22  | AUT 20  | GBR 25  | RSM     | ARA    | THA    | JPN    | AUS    | MAL    | VAL    | 31.º | 0   |

| Color     | Resultado                                                               |
| --------- | ----------------------------------------------------------------------- |
| Oro       | Ganador                                                                 |
| Plata     | 2.ª plaza                                                               |
| Bronce    | 3.ª plaza                                                               |
| Verde     | Finalizó en los puntos                                                  |
| Azul      | Finalizó sin puntos                                                     |
| Azul      | NC - No clasificado                                                     |
| Violeta   | Ret - No terminó (Carrera)                                              |
| Rojo      | DNQ - No se clasificó                                                   |
| Negro     | DSQ - Descalificado                                                     |
| Blanco    | DNS - No empezó (carrera)                                               |
| Blanco    | WD - Retirado (fin de semana)                                           |
| Blanco    | C - Carrera cancelada                                                   |
| Sin color | DNP - Inscrito pero no participó                                        |
| Sin color | INJ - Lesionado                                                         |
| Sin color | EX - Excluido                                                           |
| Estado    | Resultado                                                               |
| Negrita   | Pole position                                                           |
| Cursiva   | Vuelta rápida                                                           |
| †         | Abandona, pero clasifica al completar el porcentaje requerido para ello |

### Campeonato del mundo de Supersport

#### Carreras por año
| Año  | Moto   | 1     | 2     | 3     | 4       | 5     | 6     | 7     | 8       | 9     | 10    | 11    | 12      | 13    | 14    | 15    | 16    | 17    | 18    | 19    | 20    | 21    | 22      | 23    | 24      | Pos  | Pts |
| ---- | ------ | ----- | ----- | ----- | ------- | ----- | ----- | ----- | ------- | ----- | ----- | ----- | ------- | ----- | ----- | ----- | ----- | ----- | ----- | ----- | ----- | ----- | ------- | ----- | ------- | ---- | --- |
| 2020 | Yamaha | AUS 6 | SPA 6 | SPA 8 | POR 8   | POR 4 | SPA 6 | SPA 8 | SPA Ret | SPA 9 | SPA 6 | SPA 5 | FRA 12  | FRA 4 | POR 5 | POR 4 |       |       |       |       |       |       |         |       |         | 5.º  | 136 |
| 2021 | Yamaha | SPA 1 | SPA 1 | POR 1 | POR Ret | ITA 3 | ITA 5 | NED 2 | NED 13  | CZE 1 | CZE 2 | SPA 2 | SPA 2   | FRA 2 | FRA 6 | SPA 8 | SPA 7 | SPA C | SPA 8 | POR 6 | POR 1 | ARG 4 | ARG Ret | INA 6 | INA Ret | 2.º  | 323 |
| 2022 | Yamaha | SPA   | SPA   | NED   | NED     | POR   | POR   | ITA   | ITA     | GBR   | GBR   | CZE 3 | CZE Ret | FRA   | FRA   | SPA   | SPA   | POR   | POR   | ARG   | ARG   | INA   | INA     | AUS   | AUS     | 28.º | 16  |